# 小行星23057
小行星23057（23057 Angelawilson）是一颗绕太阳运转的小行星，为主小行星带小行星。该小行星于1999年12月19日发现。

## 轨道参数
小行星23057的轨道半长轴为386 111 975 km，2.5809624 UA，离心率为0.172。